# Omphax plantaria
Omphax plantaria là một loài bướm đêm trong họ Geometridae.